# Anton Griessen
Anton Griessen (* 11. Juli 1867 in St. Stephan; † 25. Januar 1925 in Toffen) war ein Schweizer Anhänger der Antonianer, Fachhistoriker und Biograph.

## Leben
Anton Griessen war der Sohn des Landwirts und Schmieds Christian Griessen und dessen Ehefrau Maria (geb. Tritten).
Er erlernte den Beruf eines Schuhmachers, gab diesen jedoch 1913 auf und sammelte in aufwendiger Archivarbeit die Schriften und den Nachlass Anton Unternährers, dem Begründer der Antonianer. Er bezog sich dabei unter anderem auf eine Handschrift, die Anton Unternährer 1805 während seiner Zeit in Haft in Luzern verfasste.
1917 erschien im Bümplizer Verlag des Theologen Alfred Benteli seine Schrift Hier ist der Herr, das die Selbstdarstellung und Glaubensgrundsätze Anton Unternährers enthält. Dessen oberstes Gebot war das Gebot der Liebe: «Seid fruchtbar und mehret euch» (Genesis 1, 28). Dieses Gebot war für Anton Unternährer in erster Linie pragmatischer Natur, postulierte er doch den freien Geschlechtsverkehr zwischen Glaubensgeschwistern, gleichgültig ob sie verheiratet oder ledig waren. Anton Griessen verstand Anton Unternährers religiöse Erotik metaphorisch und er hielt diesen für den wiedergekommenen Christus.
Auf dem Korrespondenzweg betreute er die kleine, vor allem im Kanton Bern weithin verbreitete Lesergemeinde der Antonianer.
Anton Griessen war seit 1890 mit der Glätterin (Büglerin) Maria (geb. Friedrich) verheiratet.

## Schriften (Auswahl)
- Hier ist der Herr: das vollkommene Testament der heiligen Schrift: aufgeschlossen und geoffenbaret durch den Geist der Wahrheit: Die Wiederkunft: Jesus Christus, der Tröster, Versöhner und Richter der ganzen Welt. Bümpliz-Bern: Benteli 1917.